# 东兴街道 (唐河县)
东兴街道是中华人民共和国河南省南阳市唐河县下辖的一个街道办事处。2013年，张店镇析出部分村庄分设东兴街道，由官庄工区管委会代管，街道办事处驻地设在李宅村。

## 行政区划
东兴街道下辖以下村级行政区划单位：
李宅村、孙庄村、宋庄村、南马庄村、曾庄村、付岗村、牛三门村、牛五门村、魏寨村、长江社区、辽河社区、涧河社区。